# پارک ملی جنگل گیر
پارک ملی جنگل گیر و منطقه حفاظت‌شده حیات وحش، که به نام ساسان-گیر ગીર રાષ્ટ્રીય ઉદ્યાન و गिर वन نیز شناخته می‌شود، جنگل و منطقه حفاظت‌شدهای در گجرات هند است. این پارک ملی در سال ۱۹۶۵ بنیان‌گذاری شد و مساحتی بالغ بر ۱۴۱۲ کیلومتر مربع را پوشش می‌دهد. پارک در ۶۵ کیلومتری جنوب شرقی جوناگاده و ۶۰ کیلومتری جنوب غربی آمرلی قرار دارد.
این منطقه تنها جایی است که شیر آسیایی در آن ادامه حیات می‌دهد و به دلیل پشتیبانی از انواع گوناگونی از گونه‌ها یکی از مهم‌ترین مناطق حفاظت‌شده در آسیا خوانده می‌شود. بوم‌سازگان گیر به همراه گیاگان و زیاگان متنوعش حفاظت‌شده است و این حاصل تلاش اداره جنگلبانی دولتی، کنشگران محیط زیست، و سازمان‌های مردم‌نهاد بوده است. در هنگام اعلام منطقه حفاظت‌شده گشتن پارک در اوایل سده بیستم میلادی، تعداد شیرهای منطقه به دلیل شکار تروفه تا ۱۵ عدد رسیده بود.
جمعیت شیرهای منطقه گیر روند رو به رشدی دارد و تعداد آن‌ها در سال ۲۰۱۵ حدود ۵۲۳ برآورد شده است که بیش از ظرفیت محیطی رسیده است و به همین دلیل برنامه‌هایی برای انتقال تعدادی از آن‌ها به یک منطقه دیگر در دست بررسی است. . این میزان رشدی آرام و ثبات‌دار را در طی چند دهه گذشته نشان می‌دهد. برنامه افزایش جمعیت شیرها از هنگام آغاز تاکنون توانسته است ۱۸۰ عدد شیر را در اسارت به دنیا بیاورد.